# Barranc de Cal Calafí
El barranc de Cal Calafí és un barranc, afluent del riu d'Abella. Pertany a la conca del Noguera Pallaresa, i discorre del tot dins del terme d'Abella de la Conca, al sud de la Serra de Carreu.

El Barranc de Cal Calafí, respecte del terme d'Abella de la Conca

Neix al costat nord-est, i una mica per damunt, de Casa Girvàs i discorre cap al sud-sud-oest de forma paral·lela pel costat de llevant al Serrat de Cal Calafí. Passa entre Cal Palateres (est) i Cal Calafí (oest), per abocar-se al cap d'un tros en el barranc de Cal Palateres.

## Etimologia
Es tracta d'un topònim romànic modern de caràcter descriptiu: és el barranc que passa pel costat de llevant de l'antiga masa de Cal Calafí.